# Rubén Farfán
Rubén Ignacio Farfán Arancibia  (El Melón, V Región de Valparaíso, Chile, 25 de septiembre de 1991) es un futbolista profesional chileno. Juega de delantero y su actual equipo es Deportes Iquique de la Primera División de Chile. Es sobrino del también delantero Gerson Martínez y apoya personalmente a un centro de formación deportiva que posee en su nombre en la localidad de Santa Cruz.

## Trayectoria
Comenzó jugando de manera amateur del Club Minas Melón de su ciudad de origen, para luego pasar a prueba a San Luis pero no quedaría, fichando por las divisiones inferiores del archirrival, Unión La Calera.
En 2011 pasaría al primer equipo calerano pero no llegaría a debutar, por lo cual, el técnico Emiliano Astorga lo enviaría a préstamo a Deportes Santa Cruz donde tuvo variadas complicaciones personales, como tener que vivir en la sede del club, lograría "destaparse" al cambiar su posición de volante por izquierda para pasar a la ofensiva, siendo artífice del título obtenido por su club, llegando a ser goleador de este y del campeonato.
Su buen rendimiento en el equipo de la sexta región hizo que Néstor Craviotto, entrenador de aquel momento en Unión La Calera, lo pidiese de regreso para el Transición 2013. Con los caleranos se transformaría en figura destacada del campeonato lo que haría que Colo-Colo y Universidad de Chile se fijarán en él para el siguiente campeonato, fichando por US$ 300 mil dólares en el cuadro universitario al ser hincha de este, descartando en el paso un pre acuerdo con los albos.
Con la Universidad de Chile tendría un muy buen primer semestre ganando el cariños de los hinchas azules pero un segundo torneo donde su equipo no andaría de buena manera haría que bajara su nivel, por lo que partiría a préstamo a Deportes Antofagasta. Con los pumas volvería a retomar su buen nivel, llegando incluso a que el técnico universitario de aquel momento, Martín Lasarte, pidiera su regreso pero no se daría al tener aún contrato con el CDA. Finalizado su préstamo volvería a los laicos pero esta vez solo llegaría a jugar un partido durante el Apertura 2015.
Para el Clausura 2016 nuevamente partiría a préstamo, esta vez a Palestino pero otra vez tendría poca continuidad tan solo jugando tres partidos por lo que finalizado el torneo parte al Santiago Wanderers donde debutaría con una asistencia y un gol, saliendo lesionado posteriormente. Con los caturros durante el Apertura 2016 lograría tomar mayor continuidad.
A mediados de 2017, es anunciado como nuevo jugador de Deportes Temuco. En 2019, refuerza al recién ascendido Coquimbo Unido, donde tiene una destacada campaña en lo grupal, inclusive llegando a Semifinales de la Copa Sudamericana 2020. En marzo de 2021 fue cedido por una temporada a Unión Española, regresando en 2022 al conjunto coquimbano. En noviembre de 2023 anunció que no renovará su contrato con el conjunto coquimbano.
El 24 de diciembre de 2023 es anunciado como nuevo jugador de Deportes Iquique, quien regresa para la temporada 2024 a la Primera División chilena.

## Selección nacional
Fue parte de la Selección de fútbol de Chile para un amistoso frente a Costa Rica durante 2014 donde solo permanecería en la banca.

## Estadísticas

### Clubes
| Club                         | Div.          | Temporada     | Liga  | Liga  | Liga   | Copas nacionales | Copas nacionales | Copas nacionales | Torneos internacionales | Torneos internacionales | Torneos internacionales | Total | Total | Total  |
| Club                         | Div.          | Temporada     | Part. | Goles | Asist. | Part.            | Goles            | Asist.           | Part.                   | Goles                   | Asist.                  | Part. | Goles | Asist. |
| ---------------------------- | ------------- | ------------- | ----- | ----- | ------ | ---------------- | ---------------- | ---------------- | ----------------------- | ----------------------- | ----------------------- | ----- | ----- | ------ |
| Unión La Calera · Chile      | 1ª            | 2013          | 17    | 4     | 3      | —                | —                | —                | —                       | —                       | —                       | 17    | 4     | 3      |
| Unión La Calera · Chile      | Total club    | Total club    | 17    | 4     | 3      | 0                | 0                | 0                | 0                       | 0                       | 0                       | 17    | 4     | 3      |
| Universidad de Chile · Chile | 1ª            | 2013-14       | 30    | 5     | 4      | 1                | 0                | 0                | 8                       | 0                       | 1                       | 39    | 5     | 5      |
| Universidad de Chile · Chile | 1ª            | 2014-15       | 1     | 0     | 0      | 6                | 2                | 0                | —                       | —                       | —                       | 7     | 2     | 0      |
| Universidad de Chile · Chile | Total club    | Total club    | 31    | 5     | 4      | 7                | 2                | 0                | 8                       | 0                       | 1                       | 46    | 7     | 5      |
| Deportes Antofagasta · Chile | 1ª            | 2014-15       | 33    | 5     | 3      | 3                | 0                | 0                | —                       | —                       | —                       | 36    | 5     | 3      |
| Deportes Antofagasta · Chile | Total club    | Total club    | 33    | 5     | 3      | 3                | 0                | 0                | 0                       | 0                       | 0                       | 36    | 5     | 3      |
| Palestino · Chile            | 1ª            | 2015-16       | 3     | 0     | 0      | —                | —                | —                | —                       | —                       | —                       | 3     | 0     | 0      |
| Palestino · Chile            | Total club    | Total club    | 3     | 0     | 0      | 0                | 0                | 0                | 0                       | 0                       | 0                       | 3     | 0     | 0      |
| Santiago Wanderers · Chile   | 1ª            | 2016-17       | 26    | 5     | 2      | —                | —                | —                | —                       | —                       | —                       | 26    | 5     | 2      |
| Santiago Wanderers · Chile   | Total club    | Total club    | 26    | 5     | 2      | 0                | 0                | 0                | 0                       | 0                       | 0                       | 26    | 5     | 2      |
| Deportes Temuco · Chile      | 1ª            | 2107          | 14    | 2     | 2      | 4                | 1                | 0                | —                       | —                       | —                       | 18    | 3     | 2      |
| Deportes Temuco · Chile      | 1ª            | 2018          | 21    | 0     | 1      | 2                | 0                | 0                | 4                       | 0                       | 0                       | 27    | 0     | 1      |
| Deportes Temuco · Chile      | Total club    | Total club    | 39    | 2     | 3      | 6                | 1                | 0                | 4                       | 0                       | 0                       | 49    | 3     | 3      |
| Coquimbo Unido · Chile       | 1ª            | 2019          | 23    | 2     | 2      | —                | —                | —                | —                       | —                       | —                       | 23    | 2     | 2      |
| Coquimbo Unido · Chile       | 1ª            | 2020          | 30    | 6     | 3      | —                | —                | —                | 10                      | 2                       | 1                       | 27    | 5     | 4      |
| Unión Española · Chile       | 1.ª           | 2021          | 22    | 1     | 0      | 5                | 0                | 0                | 2                       | 0                       | 0                       | 0     | 0     | 0      |
| Unión Española · Chile       | Total club    | Total club    | 22    | 1     | 0      | 5                | 0                | 0                | 2                       | 0                       | 0                       | 29    | 1     | 0      |
| Coquimbo Unido · Chile       | 1.ª           | 2022          | 28    | 0     | 0      | 2                | 0                | 0                | —                       | —                       | —                       | 30    | 0     | 0      |
| Coquimbo Unido · Chile       | 1.ª           | 2023          | 27    | 4     | 0      | 1                | 0                | 0                | —                       | —                       | —                       | 28    | 1     | 0      |
| Coquimbo Unido · Chile       | Total club    | Total club    | 130   | 13    | 5      | 3                | 0                | 0                | 10                      | 1                       | 1                       | 143   | 8     | 6      |
| Deportes Iquique · Chile     | 1.ª           | 2024          | 10    | 1     | 1      | 0                | 0                | 0                | —                       | —                       | —                       | 10    | 1     | 1      |
| Deportes Iquique · Chile     | Total club    | Total club    | 10    | 1     | 1      | 0                | 0                | 0                | 0                       | 0                       | 0                       | 10    | 1     | 1      |
| Total carrera                | Total carrera | Total carrera | 311   | 36    | 21     | 21               | 3                | 0                | 24                      | 1                       | 2                       | 356   | 33    | 23     |
| 1. 2. 3.                     |               |               |       |       |        |                  |                  |                  |                         |                         |                         |       |       |        |

### Resumen estadístico
| Torneo                    | Partidos | Goles | Asistencias |
| ------------------------- | -------- | ----- | ----------- |
| Primera División de Chile | 191      | 27    | 20          |
| Copa Chile                | 16       | 3     | 0           |
| Copa Libertadores         | 3        | 0     | 0           |
| Copa Sudamericana         | 17       | 1     | 2           |
| Total                     | 227      | 31    | 22          |

## Palmarés

### Títulos nacionales
| Título             | Equipo               | País  | Año    |
| ------------------ | -------------------- | ----- | ------ |
| Tercera División B | Deportes Santa Cruz  | Chile | 2012   |
| Primera División   | Universidad de Chile | Chile | 2014-A |
| Copa Chile         | Universidad de Chile | Chile | 2015   |

### Distinciones individuales
| Distinción                             | Año  |
| -------------------------------------- | ---- |
| Goleador Tercera B de Chile (18 goles) | 2012 |